# Joseph Schöpf

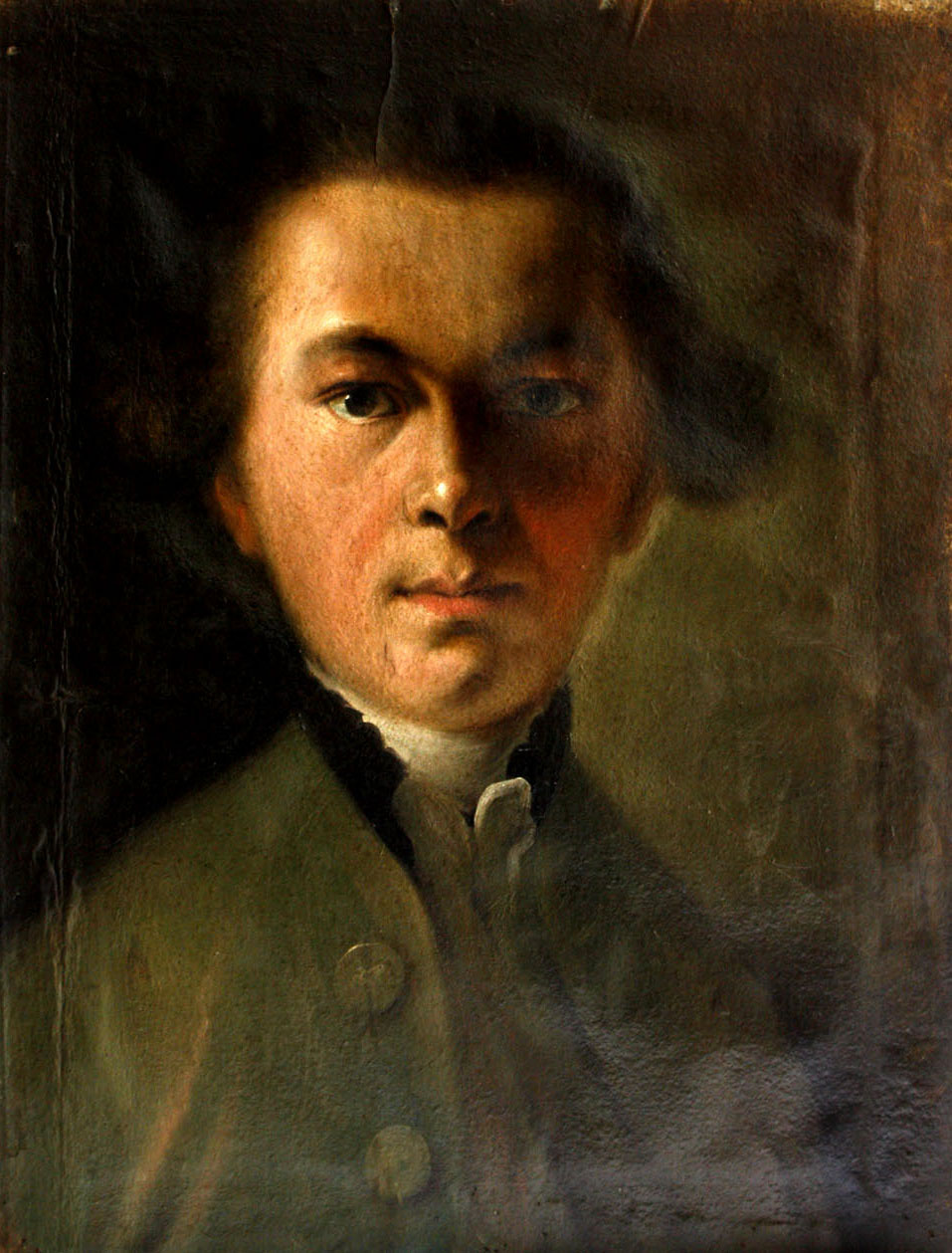
Selbstbildnis, um 1800

Joseph Schöpf (* 2. Februar 1745 in Telfs, Tirol; † 15. September 1822 in Innsbruck) war ein österreichischer Maler des Spätbarock, der besonders mit Altarbildern und Kirchenfresken hervorgetreten ist.

## Leben
Joseph Schöpf ging nach dem Schulbesuch in Stams 1755 beim Innsbrucker Maler Philipp Haller in die Lehre. Zwischen 1758 und 1765 hielt er sich in Salzburg, Passau und Wien auf, ehe er wieder nach Tirol zurückkehrte. Kurz darauf wurde er Gehilfe von Martin Knoller und half ihm bei dessen zahlreichen Aufträgen für Kirchenfresken. 1775, als die beiden in Mailand weilten, erhielt Schöpf dort auf Vermittlung Knollers ein kaiserliches Stipendium, das ihm den Aufenthalt in Rom ermöglichte, wo er bis 1783 blieb. In Rom studierte er an der Accademia di San Luca und traf mit den klassizistischen Künstlern Anton Raphael Mengs und Heinrich Füger zusammen. Hier entstanden seine ersten eigenen Werke, die er für aristokratische Auftraggeber herstellte. Wegen einer Erkrankung kehrte Schöpf 1783 nach Stams zurück, dessen Zisterzienserstift er auch privat verbunden blieb, und schuf in der Folge selbständige Deckenfresken für Kirchen in Bayern und vor allem Tirol. Seine Ehe mit Gertrud Schonner, die er 1806 geheiratet hatte, endete bereits ein Jahr später durch ihren Tod; Schöpf blieb kinderlos. Er vererbte seinen Nachlass aus Dankbarkeit dem Kloster Stams, da man hier sein Talent entdeckt und für seine Ausbildung gesorgt hatte.
Ein Marmorepitaph für Joseph Schöpf befindet sich in der Johanneskirche am Innrain in Innsbruck. An der Stelle seines Geburtshauses in der Untermarktstraße 19 in Telfs sind eine Gedenktafel sowie eine Porträtbüste, erstellt von Alois Gapp, aus dem Jahr 1875 angebracht. In Innsbruck und Telfs wurden auch Straßen nach ihm benannt.

## Werk

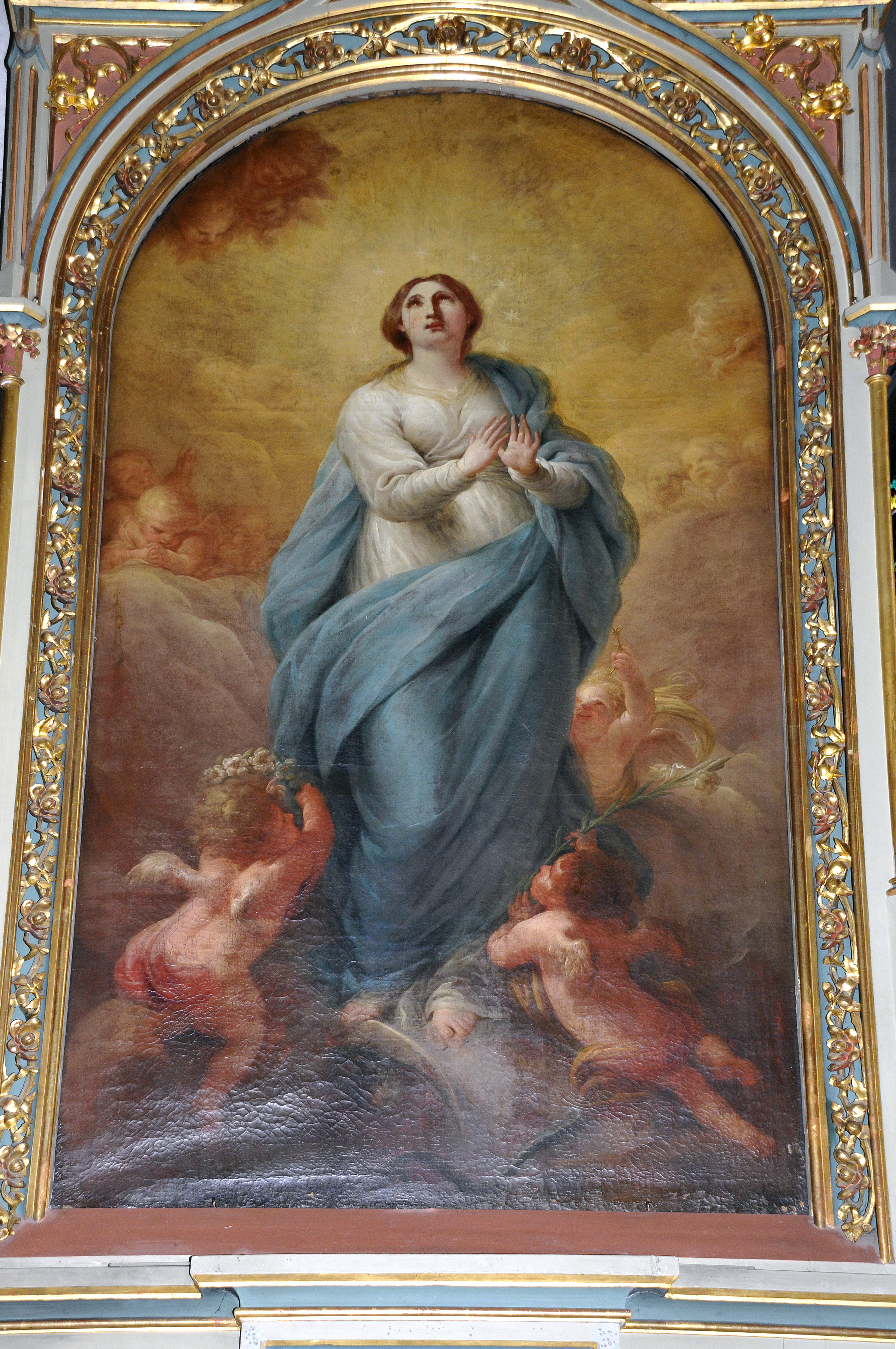
Marienaltar in Klausen

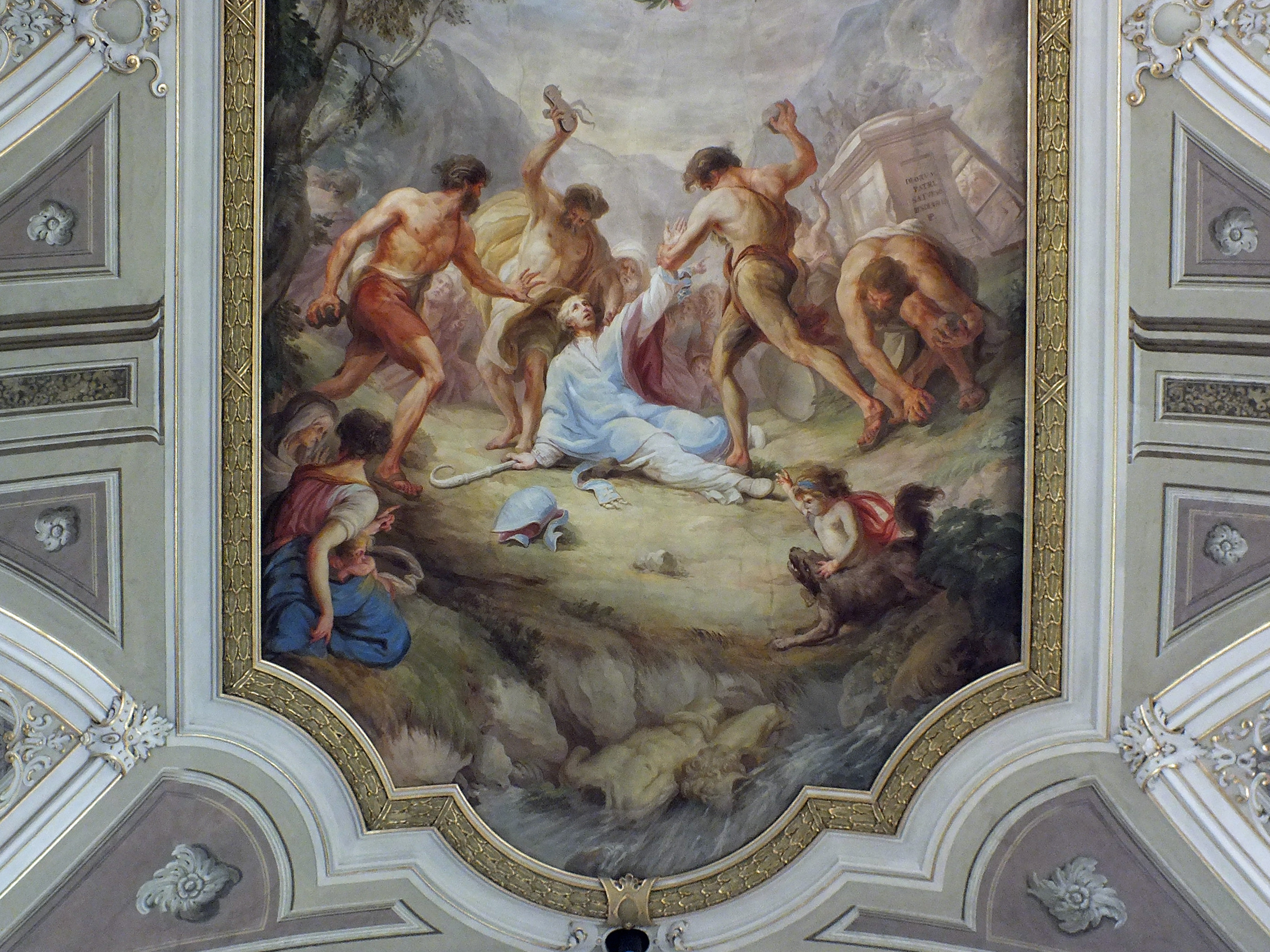
Vigilius-Fresko in Kaltern

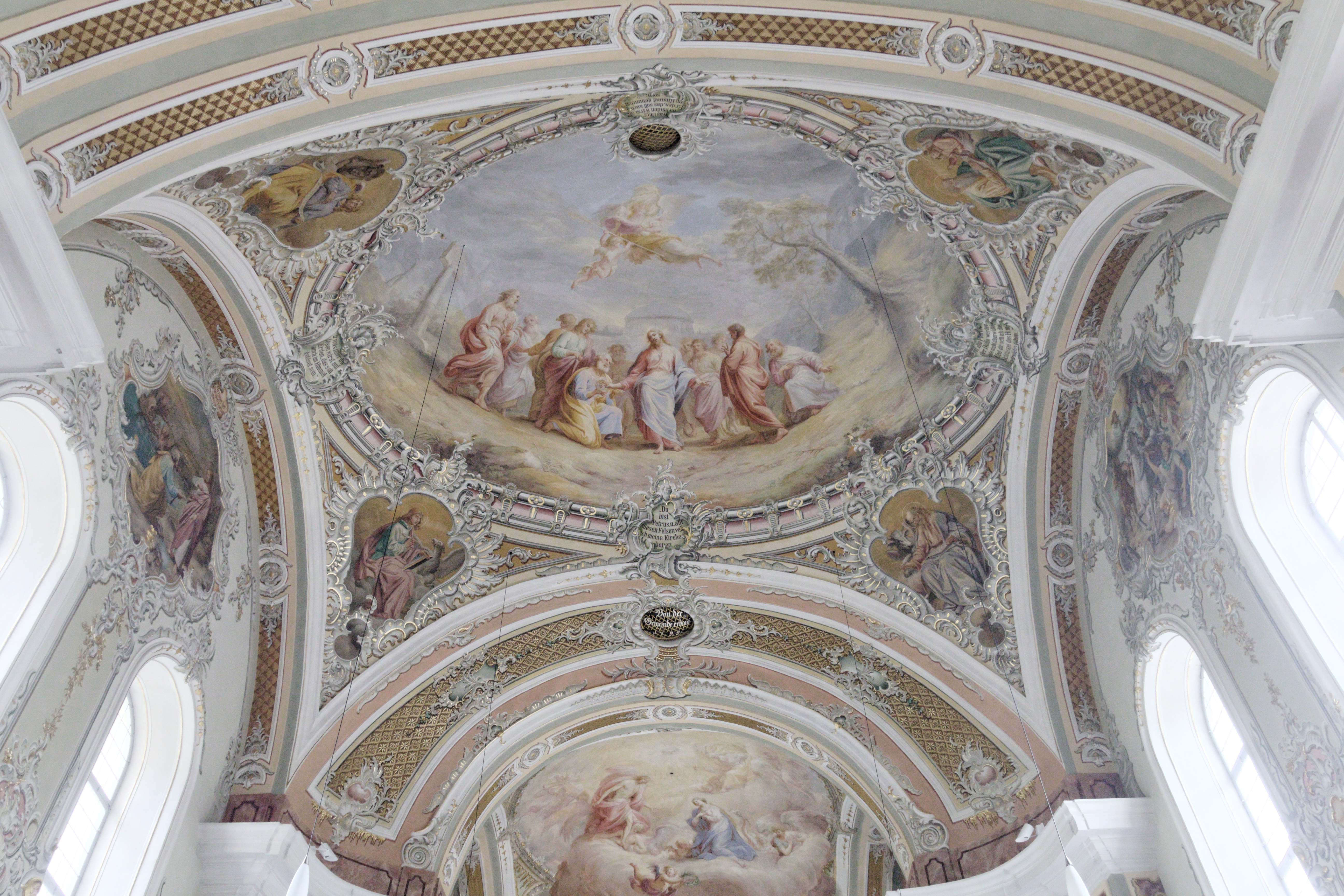
Deckenfresken St. Peter, Villnöß

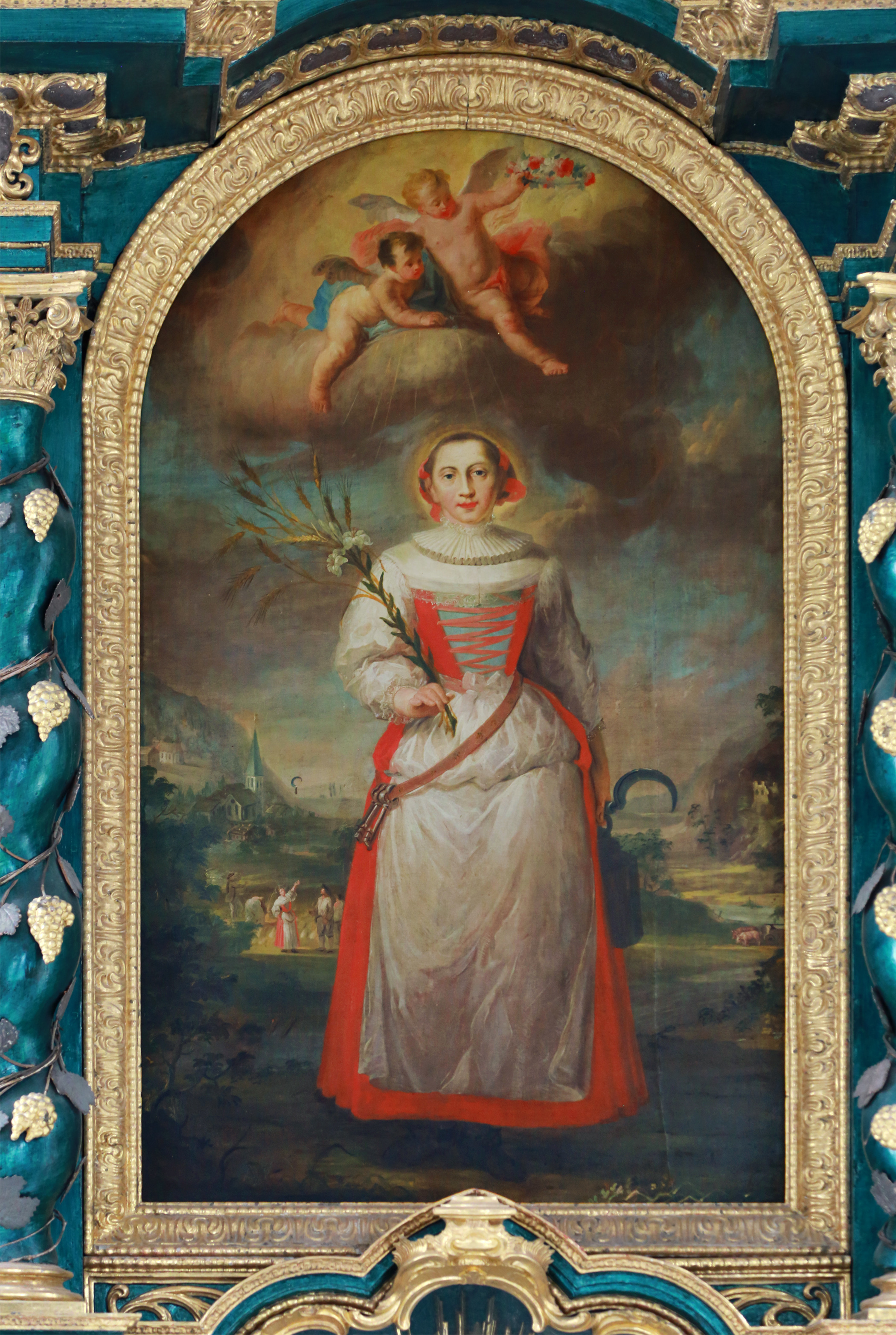
Mariahilfkapelle am Birkenberg; Heilige Notburga

Joseph Schöpf ist der letzte Vertreter der spätbarocken kirchlichen Kunst in Tirol. Obwohl geprägt von Martin Knoller, zeigt sein Werk bereits den Einfluss des Klassizismus, den er bei seinem langen Romaufenthalt kennengelernt hatte. Somit ist Schöpf ein typischer Vertreter des Übergangsstils des späten 18. Jahrhunderts. In seinen Tafelbildern tritt die pathetische und dramatische Expressivität des Barock zugunsten klarer Komposition und kühlerer Farbgebung zurück. Sein Schaffen umfasst Historienbilder biblischen und mythologischen Inhalts, vor allem aber Wandmalereien für Kirchen. Daneben trat Schöpf auch als Zeichner hervor.
Als Gehilfe von Martin Knoller war er bei dessen Deckenfresken für die Karlskirche in Volders (1764–66), für die Klosterkirche Ettal (1769), die Benediktinerabtei Neresheim (1770–75), den Bürgersaal in München (1773) und die Benediktinerabtei Gries, heute Bozen (1771–74), beteiligt.
- Fresken in der Wallfahrtskirche von Genazzano (1777)
- Christus am Kreuz, Altargemälde für die Kirche in Genazzano (1777)
- Altarbild hl. Georg, Filialkirche Obermieming (um 1780)
- Hl. Familie und Hl. Antonius, Kirche in Zinggen bei Brixen (1781/82)
- Deckenfresken der Klosterkirche St. Matthäus in Asbach (1784)
- Selbstporträt, Tiroler Landesmuseum Innsbruck (1785)
- Hochaltar Hll. Jakob und Alexius, Pfarrkirche in Innsbruck (1786–89)
- Deckenfresken und Hochaltar Taufe Christi für die Pfarrkirche in St. Johann im Ahrn (1786/87)
- Altarbilder Taufe Christi und Maria, Pfarrkirche in Klausen (1792)
- Deckenfresken in der Pfarrkirche in Kaltern (1792/93)
- Deckenfresken Brückensturz des hl. Johannes Nepomuk im Langhaus und Allegorische Darstellung der Tugenden des hl. Johannes Nepomuk in der Vorhalle, Johanneskirche in Innsbruck (1794)[1]
- Deckenfresken und Hochaltar Hl. Martin in der Pfarrkirche in Brixen im Thale (1795/96)
- Deckenfresken in St. Peter in Villnöß (1798)
- Deckenfresko in der Heiligblutkapelle in Stams (1800/01)
- Kuppelfresko in der Antoniuskapelle in St. Johann in Tirol (1803)
- Deckenfresken in der Pfarrkirche Reith im Alpbachtal (1805)
- ehemaliges Hochaltarbild Himmelfahrt Mariens, Pfarrkirche Mariä Himmelfahrt, Schwaz, 1805[2]
- Deckenfresken in der Pfarrkirche in Wattens (1810)
- Deckenfresken in der Servitenkirche in Innsbruck (1818–20)
- Gemälde der heiligen Notburga und der heiligen Ursula in der Mariahilfkapelle am Birkenberg, Telfs

Weitere Werke von Joseph Schöpf befinden sich im Diözesanmuseum Brixen und im Stadtmuseum Bozen.
200 Ölgemälde und -skizzen, 600 Kupferstiche sowie an die 2000 Handskizzen befinden sich im Stift Stams.

## Ausstellungen
- Telfs (1995)
- Martin Knoller – Joseph Schöpf, Stift Stams (1996)
- Museum Kloster Asbach (1998)
- Vom Akt zum Fresko – Joseph Schöpf, Museum Kloster Asbach (2008)